# Augusto Berto
Augusto Pedro Berto (* 4. Februar 1889 in Bahía Blanca; † 29. April 1953) war ein argentinischer Bandoneonist, Tangokomponist und Bandleader.

## Leben und Wirken
Berto lernte als Kind autodidaktisch Mandoline und Gitarre zu spielen und hatte später Violinunterricht. Ab 1905 studierte er Bandoneon bei José Piazza, der auch Lehrer von Pedro Maffia war. Um 1906 debütierte er mit Antonio Scatasso in San Martín. Mit einem Quartett trat er in einem Landhaus in Floresta auf. Kurz darauf schloss er sich dem Orchester seines Lehrers Piazza an, das im Café La Morocha spielte. 1910 trat er im Café de los Loros im Quartett mit dem Geiger Julio Dutry, dem Pianisten José Martínez und dem Flötisten Vicente Pecci auf. 1912 gründete er mit dem Geiger Francisco Canaro und dem Gitarristen Domingo Salerno ein Trio.
1912 wurde Berto vom Label Atlanta engagiert, wo 1913 die ersten Aufnahmen mit seinem Quinteto Criollo Augusto. In der Folgezeit eröffnete er u. a. das Café Parque, das Lavalle y Talcahuano und das Cabaret Montmartre, leitete das erste Orchester, das beim Karnevalsball im Teatro Nacional auftrat und spielte Aufnahmen bei den Labels RCA Vicor und Columbia Records ein. 1918 trat er in der Bar Central in einem Quartett mit den Geigern Peregrino Paulos und Horacio Gomila und dem Pianisten Domingo Fortunato auf.
1924 übernahm er die Leitung des Orchesters des Teatro Opera, dessen Sänger Carlos Marambio Catán war. Ab 1926 unternahm er mit dem Orchester eine mehrjährige Tournee, die ihn durch Süd- und Mittelamerika, die Karibik, die Vereinigten Staaten und Spanien führte. In New York begleitete er den Geiger Remo Bolognini bei einem Konzert im Manhattan Opera House. Berto war einer der bedeutendsten Tangokomponisten seiner Zeit. Neben Tangos komponierte er auch Walzer, Polkas und Märsche.

## Kompositionen
- La payanca
- Don Esteban
- Dónde estás corazón (Text von Luis Martínez Serrano)
- Azucena
- Belén
- Curupaytí
- De la vida milonguera
- Don Adolfo
- El periodista
- El séptimo
- Fray Mocho
- Jenny
- La biblioteca
- La oración
- La telefonista
- Papá en puerta
- Perjura (Text von Luis González)
- Presidio (Text von Jesús Fernández Blanco)
- Recóndita
- Que bronca
- Que dique
- Penas de amor (Text von Jesús Fernández Blanco)
- Corazón de madre
- Dulce quietud
- A merced de las olas
- La cocota
- La oportuna
- Sarmiento